# Třída Porpoise (1935)
Třída Porpoise byla třída oceánských diesel-elektrických ponorek námořnictva Spojených států amerických. Konstrukčně navazovala na předcházející třídu Cachalot. Celkem byly postaveny dvě jednotky této třídy. Ve službě byly v letech 1935–1956. Ponorky byly nasazeny za druhé světové války. Do třídy Porpoise je některými prameny řazeno ještě dalších osm ponorek následujících tříd Shark a Perch.

## Stavba
Celkem byly v letech 1933–1935 postaveny dvě jednotky této třídy. Postavila je loděnice Portsmouth Naval Shipyard v Kittery ve státě Maine.
Jednotky třídy Porpoise:
| Jméno                 | Založení kýlu | Spuštěna        | Vstup do služby  | Osud                                                  |
| --------------------- | ------------- | --------------- | ---------------- | ----------------------------------------------------- |
| USS Porpoise (SS-172) | 1933          | 20. června 1935 | 15. srpna 1935   | Vyřazena 1945, v letech 1947–1956 sloužila k výcviku. |
| USS Pike (SS-173)     | 1933          | 12. září 1935   | 2. prosince 1935 | Vyřazena 1945, v letech 1946–1956 sloužila k výcviku. |

## Konstrukce

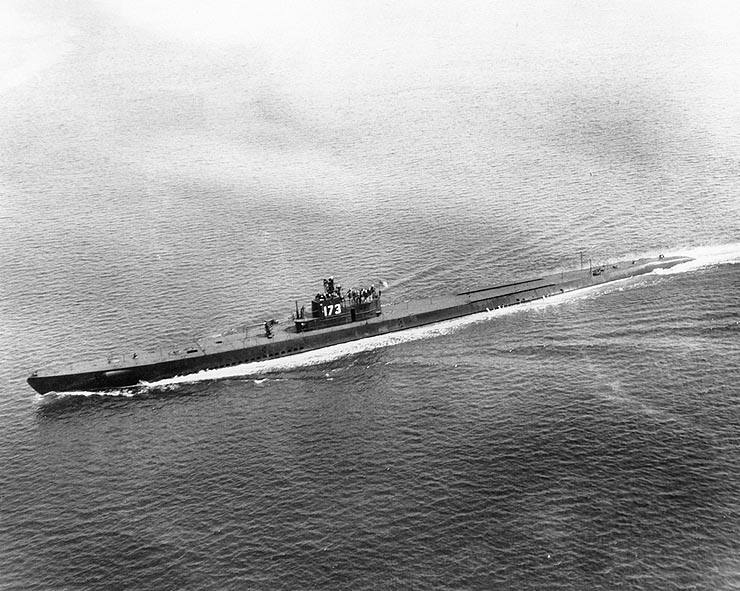
USS Pike (SS-173)

Ponorky byly vyzbrojeny jedním 76,2mm kanónem, dvěma protiletadlovými 12,7mm kulomety a šesti 533mm torpédomety (čtyři na přídi a dva na zádi). Mohly naložit 16 torpéd. Pohonný systém tvořily čtyři diesely o výkonu 4300 hp a dva elektromotory o výkonu 2085 hp, pohánějící dva lodní šrouby. Nejvyšší rychlost na hladině dosahovala 19 uzlů a pod hladinou 10 uzlů. Dosah byl 10 000 námořních mil při rychlosti 10 uzlů na hladině a 42 námořních mil při rychlosti 5 uzlů pod hladinou. Operační hloubka ponoru až 75 metrů.

### Modernizace
V letech 1942–1943 kulomety nahradily dva 20mm kanóny. Zároveň byla upravena velitelská věž.